# Württembergische Philharmonie Reutlingen
Die Württembergische Philharmonie Reutlingen (WPR) ist ein 1945 gegründetes deutsches Sinfonieorchester mit Sitz in Reutlingen.

## Geschichte
Kurz nach dem Zweiten Weltkrieg wurde in Reutlingen das Städtische Symphonie-Orchester von Hans Grischkat gegründet, das anfangs aus 30 Musikern bestand. Durch den breiten Zuspruch in der Reutlinger Bevölkerung waren die Konzerte von Anfang an stets gut besucht. Zur Linderung der Finanznot des Orchesters in den Nachkriegsjahren wurden Konzerte veranstaltet, für die örtliche Betriebe größere Kartenkontingente für ihre Mitarbeiter erwarben. Am 31. Januar 1949 fand das erste „Volkstümliche Konzert für Reutlinger Betriebe“ statt. Das Orchester wurde 1949 in Schwäbisches Symphonie-Orchester Reutlingen umbenannt und entwickelte sich im Laufe der Zeit zu einem international tätigen Klangkörper.
In der Spielzeit 1959/60 spielte das Orchester bereits vor 98.000 Zuhörern. Im Jahr 1983 erfolgte die Umbenennung in Württembergische Philharmonie Reutlingen, die 1998 als eines der ersten Orchester in Deutschland in eine rechtsfähige Stiftung des bürgerlichen Rechts umgewandelt wurde.
Das Orchester unternahm zahlreiche Konzertreisen und Tourneen mit Auftritten in der Berliner Philharmonie, der Kölner Philharmonie, im Wiener Musikverein, im Concertgebouw Amsterdam, in der Tonhalle Zürich, der Stuttgarter Liederhalle, der Alten Oper Frankfurt, im Konzerthaus Dortmund, im Kultur- und Kongresszentrum Luzern, im Festspielhaus Salzburg und im Festspielhaus Baden-Baden sowie bei Festspielen wie den Gustav-Mahler-Musikwochen in Toblach, dem Beethoven-Festival in Warschau oder dem Festival International de Musique in Besançon. Dabei erfolgt eine Zusammenarbeit mit renommierten Solisten wie zum Beispiel Lang Lang, Thomas Hampson, Sabine Meyer, Frank Peter Zimmermann, Christoph Poppen und Fazil Say.
Die Württembergische Philharmonie Reutlingen absolviert heute jährlich über hundert Konzerte. Neben der klassisch-romantischen Konzertliteratur widmet sie sich auch musikalischen Genres wie dem Jazz (Zusammenarbeit mit unter anderen James Morrison, Till Brönner, Klaus Doldinger, Ute Lemper, China Moses), der Weltmusik (Natacha Atlas, Yasmin Levy, Burhan Öçal) sowie Musical und Chanson (Dominique Horwitz), Pop (Max Mutzke), Latin oder Hip-Hop sowie in speziellen „Fokus“-Veranstaltungen zum Beispiel der Musik der Türkei (2013) und der Jüdischen Diaspora (2016).
Zahlreiche CD- und Rundfunkaufnahmen dokumentieren die künstlerische Arbeit der WPR, darunter auch Weltersteinspielungen. Die musikalische Leitung des Orchesters hat seit 2022 Ariane Matiakh inne, Intendant ist seit 2003 Cornelius Grube. Neben der Stadthalle Reutlingen als Hauptspielort unterhält die WPR das Studio der Württembergischen Philharmonie Reutlingen, in dem neben Aufnahmen auch Matineen und spezielle Konzertformate stattfinden.

## Besondere Projekte
Im Jahr 1974 veranstaltete das Orchester unter Dimitri Agrafiotis das erste Kinderkonzert, zwei Jahre später folgte ein Schülerkonzert. Bis heute setzt sich das Orchester intensiv für den Hörernachwuchs ein und gibt jährlich zahlreiche Kinder- und Familienkonzerte. 2015 wurde in Kooperation mit der Deutschen Alzheimer-Gesellschaft eine Konzertreihe für Menschen mit Demenz eingerichtet, von 2016 bis 2018 folgten interkulturelle Musiktheater-Projekte mit Flüchtlingen.
2009 erhielt es den erstmals verliehenen BKM-Preis Kulturelle Bildung für ein Projekt mit geistig behinderten Künstlern. 2019 wurde das Orchester von der Deutschen Orchester-Stiftung mit dem Preis „Innovatives Orchester des Jahres“ für das Format „Netz-Werk-Orchester: Per Livestream aufs Land“, wobei Musik durch Videoübertragung an weit entfernte Schulen übermittelt wird.

## Chefdirigenten
- 1945–1950: Hans Grischkat
- 1951–1959: Rudolf Kloiber
- 1959–1968: Hans-Jürgen Walther
- 1968–1978: Dimitri Agrafiotis
- 1979–1983: Samuel Friedmann
- 1983–1985: Klaus Nagora (kommissarischer Leiter)
- 1985–1991: Salvador Mas i Conde
- 1991–2000: Roberto Paternostro
- 2001–2007: Norichika Iimori
- 2008–2017: Ola Rudner
- 2017–2020: Fawzi Haimor
- seit 2022: Ariane Matiakh